# 페리 쉔
패리 션(Parry Shen, 1973년 6월 26일 ~ )은 미국의 배우, 성우이다.
퀸스에서 태어났다.

## 출연 작품
- 빅터 크라울리 (2017년)
- 업로디드: 더 아시안 아메리칸 무브먼트 (2012년)
- 예스 위 아 오픈 (2011년) - 루크 역
- 서로게이트 발렌타인 (2011년)
- 손도끼 2 (2010년)
- 룰 오브 쓰리 (2008년)
- 피니싱 더 게임 (2007년)
- 손도끼 (2006년) - 숀 역
- 진 제너레이션 (2006년)
- 도둑 (2006년)
- 헤이징 (2005년)
- 세이버투스의 습격 (2005년)
- 포세이돈 어드벤처 (2005년)
- 대통령의 딸 (2004년)
- 베터 럭 투마로우 (2002년)
- 뉴 가이 (2002년)
- 킹 오브 퀸즈 (1998년)
- 스타쉽 트루퍼스 (1997년)

### 텔레비전
- NCIS 로스앤젤레스 1 (2009년) - 타이 역